# 4DX

4DXのロゴ

4DX（フォーディーエックス）は、大韓民国のCJグループ傘下のCJ 4DPLEX社が開発した映画館用の環境効果技術であり、4D技術の上映などに使われる。映画上映時に、標準の映像・音声に合わせて座席稼働や環境効果で映画の世界をリアルに体感できる。劇場自体に専用の技術装置の設置が必要である。
同種のライバルとしては米MediaMation社が開発したMX4Dがあり、両者をあわせて「4D上映」と総称される。
上記のとおり、4DXとは上映に付随したスクリーン以外の演出システムであって、3D上映という意味ではない。そのため「4DX 2D」と「4DX 3D」の2通りの上映形態がある。

## 概要

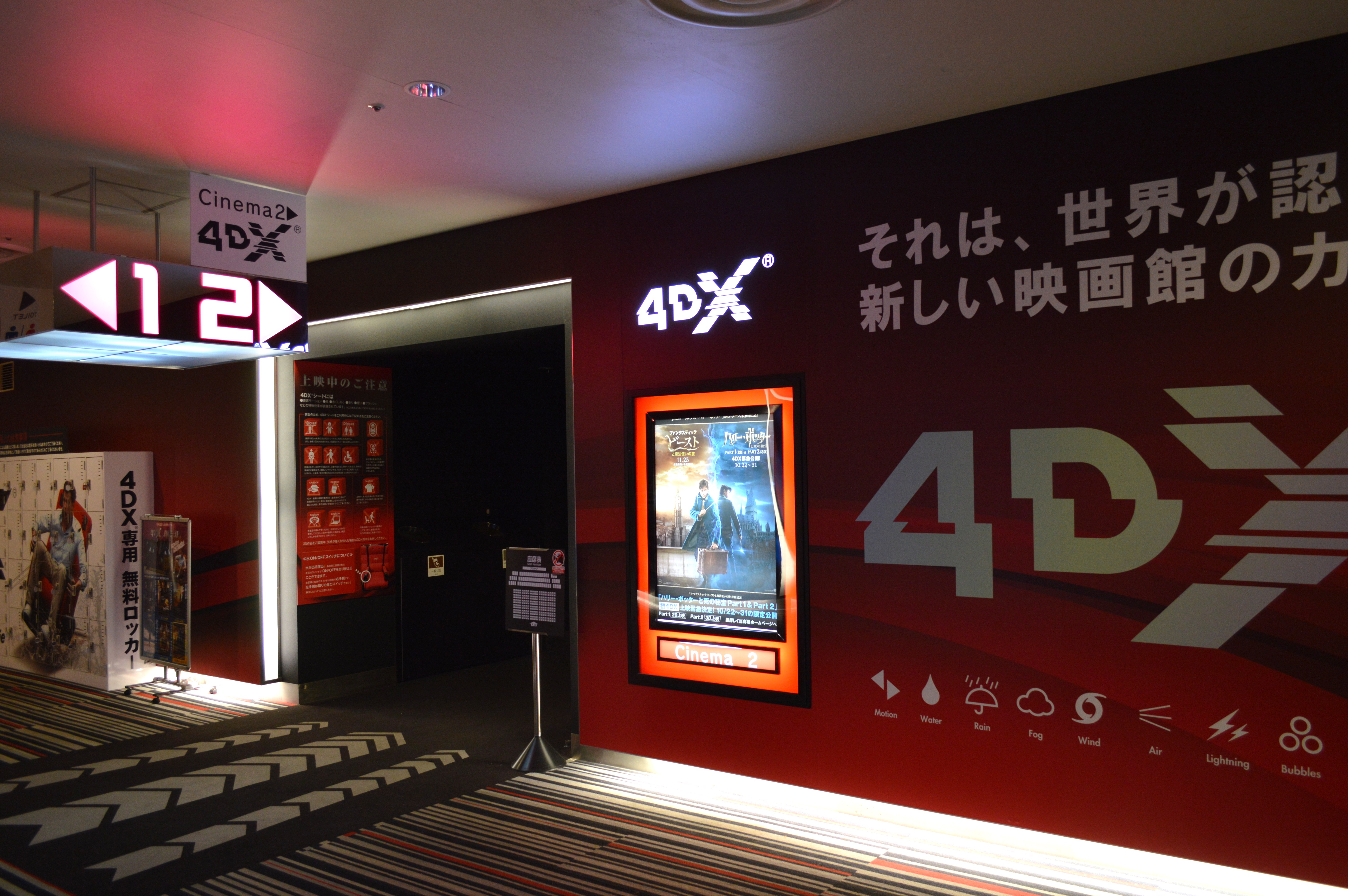
安城コロナシネマ（愛知県安城市）

2009年の『センター・オブ・ジ・アース』に大韓民国の映画館CJ CGVが世界で初めて導入。これまでに韓国国内だけでも50本上映された。
2020年3月時点で世界62か国、620以上の4DXシアターを展開しており、メキシコのシネポリス、イギリスのシネワールド、アラブ首長国連邦のVOXシネマズなどで導入されている。日本では2013年4月に中川コロナシネマワールド（愛知県名古屋市中川区）へ初めて導入されて以降、コロナシネマワールドやシネマサンシャイン、ローソン・ユナイテッドシネマ、イオンシネマ、109シネマズ、USシネマなどのシネマコンプレックスチェーンに導入されている。
韓国内ではCJ CGV自体がCJグループということもあり、その主要館の独占導入だが、韓国外では一部シネコンチェーンのライセンス契約によって導入されていることから、同じ国でも複数のシネコンチェーンが導入することもある。
一部映画館では3面ワイドスクリーン「ScreenX」を組み合わせたULTRA 4DX（旧称：4DX with ScreenX、4DX SCREEN）として運用されているところもある。

## 演出

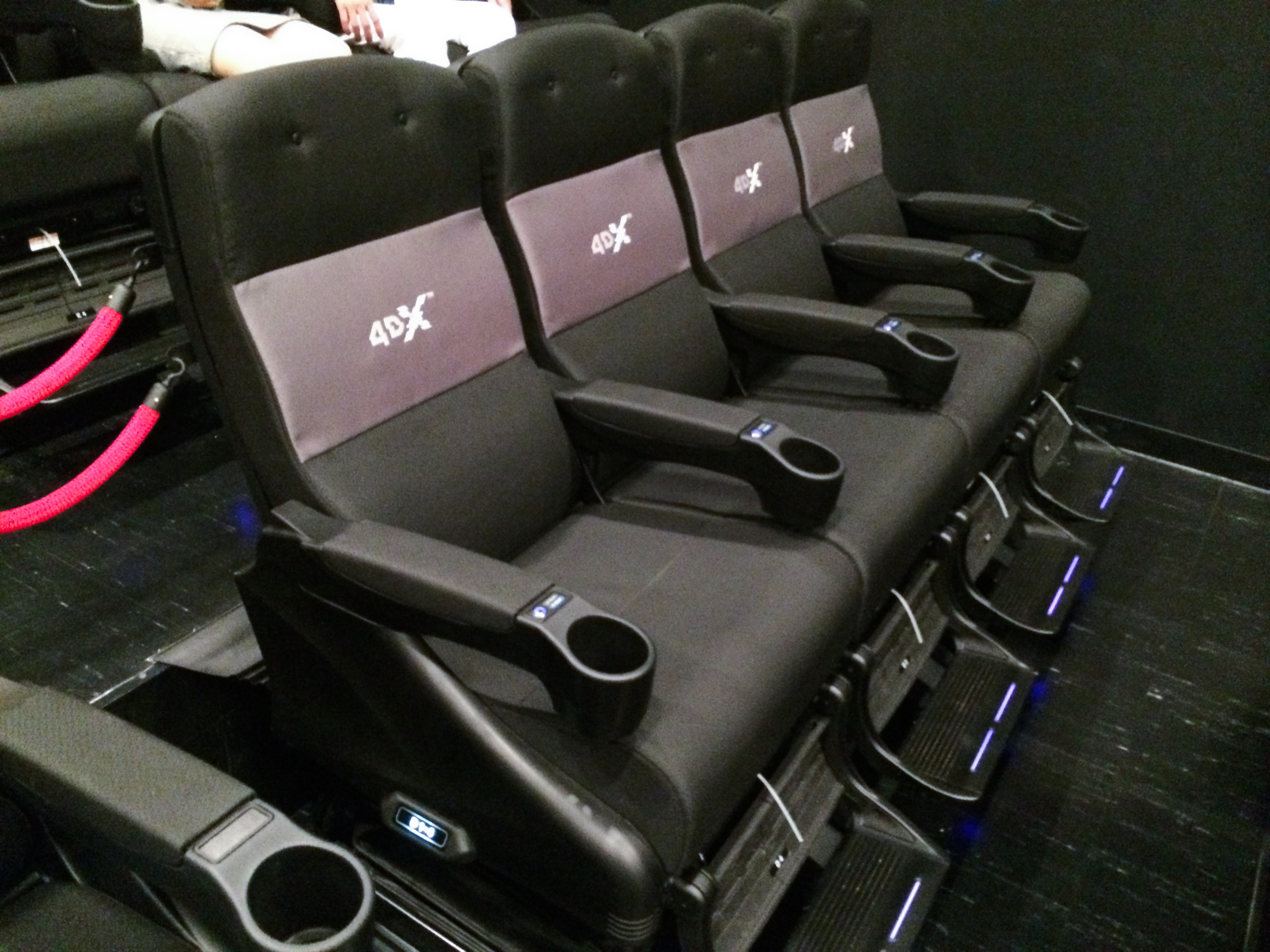
シネマサンシャイン平和島（ビッグファン平和島内）の4DXシアターの座席

映画のシーンにあわせて、4人掛けの筐体が遊園地のアトラクションのように前後・左右・上下に動く。さらに各種の特殊効果により、体感度を高める。
- シートに設置されている装置
  - バックシェイカー - 座席背面からの振動
  - ボトムシェイカー - 座席座面からの振動
  - バックティックラー - 背中に何かが触れるような感覚
  - ボトムティックラー - 足元に何かが触れるような感覚
  - フェイスエアー - 顔に風が吹きつける
  - エアーショット - 空気の銃弾が顔をかすめる
  - ウォーター - 顔に霧状の水がかかる
  - レイン - シート後方から水が吹き出し、雨のように降り注ぐ
  - セント - 様々な香りが漂う
  - ウォームエアー - 首元に熱風が吹き付ける
- 場内に設置されている装置
  - ウィンド - ファンから風が吹く
  - バブル - 泡が空中を漂う
  - フォグ - スクリーン下側から煙が湧く
  - スノー - 雪のようなパウダーが舞い落ちる
  - ライトニング - 雷のようにストロボが光る
  - レインストーム - 嵐のような激しい風と水

MX4Dは座席のひじ掛け先端部から風や水や香りが放出されるのに対し、4DXは前列の座席背面から（最前列は前方の手摺りから）放出されるという設計の違いがある。また、4DXでは顔にかかる水のON/OFFを切り替えるスイッチが右側のひじ掛けに付いている。
特殊効果の種類は劇場によって異なり、最近になって導入された「スノウ」「ウォームエア」などは4DXシアターの中でも一部でしか装備されていない。
また、新機能「スライド&ツイスト」を搭載し、より滑らかで立体的な動きをする「4DX MAXシート」が導入されている。日本国内では2020年6月にユナイテッド・シネマ豊橋18」に初めて導入された。

## 日本国内の4DXシアター
2025年2月現在、日本国内には29都道府県・63箇所の映画館で4DXが導入されている。そのうち4箇所はScreenXと組み合わせた「ULTRA 4DX」である。 

### 4DXシアター
| No. | 映画館名                                     | 所在地                 | 導入日         | 備考                                                                        |
| --- | -------------------------------------------- | ---------------------- | -------------- | --------------------------------------------------------------------------- |
| 14  | ローソン・ユナイテッドシネマ札幌             | 北海道札幌市中央区     | 2015年7月20日  | [ 3 ]                                                                       |
| 37  | シネプレックス旭川                           | 北海道旭川市           | 2016年7月16日  | [ 4 ]                                                                       |
| 13  | 109シネマズ富谷                              | 宮城県富谷市           | 2015年7月4日   |                                                                             |
| 38  | イオンシネマ名取                             | 宮城県名取市           | 2016年7月23日  |                                                                             |
| 27  | ユナイテッド・シネマ水戸                     | 茨城県水戸市           | 2015年12月11日 |                                                                             |
| 25  | USシネマつくば                               | 茨城県つくば市         | 2015年12月4日  | 「熱風」エフェクトあり                                                      |
| 26  | USシネマ パルナ稲敷                          | 茨城県稲敷市           | 2015年12月11日 | 「熱風」エフェクトあり                                                      |
| 28  | 109シネマズ佐野                              | 栃木県佐野市           | 2015年12月18日 | [ 5 ]                                                                       |
| 42  | フォーラム那須塩原                           | 栃木県那須塩原市       | 2016年12月9日  |                                                                             |
| 15  | ローソン・ユナイテッドシネマ前橋             | 群馬県前橋市           | 2015年7月20日  |                                                                             |
| 36  | 109シネマズ菖蒲                              | 埼玉県久喜市           | 2016年7月1日   | [ 6 ]                                                                       |
| 32  | イオンシネマ越谷レイクタウン                 | 埼玉県越谷市           | 2016年4月23日  |                                                                             |
| 16  | ユナイテッド・シネマ春日部                   | 埼玉県春日部市         | 2015年7月20日  |                                                                             |
| 24  | ローソン・ユナイテッドシネマ入間             | 埼玉県入間市           | 2015年12月4日  |                                                                             |
| 44  | ユナイテッド・シネマ新座                     | 埼玉県新座市           | 2016年12月16日 | 「熱風」エフェクトあり                                                      |
| 39  | ユナイテッド・シネマわかば                   | 埼玉県鶴ヶ島市         | 2016年7月23日  | [ 4 ]                                                                       |
| 53  | ユナイテッド・シネマ テラスモール松戸        | 千葉県松戸市           | 2019年10月25日 | 「熱風」エフェクトあり                                                      |
| 55  | ユナイテッド・シネマ幕張                     | 千葉県千葉市美浜区     | 2021年12月3日  | 「熱風」エフェクトあり「雪」「バブル」エフェクトなし                        |
| 6   | USシネマ木更津                               | 千葉県木更津市         | 2014年10月18日 |                                                                             |
| 21  | USシネマちはら台                             | 千葉県市原市           | 2015年11月28日 | 「熱風」エフェクトあり                                                      |
| 11  | USシネマ千葉ニュータウン                     | 千葉県印西市           | 2015年6月26日  |                                                                             |
| 48  | イオンシネマ シアタス調布                    | 東京都調布市           | 2017年9月29日  |                                                                             |
| 4   | シネマサンシャイン平和島                     | 東京都大田区           | 2014年4月25日  |                                                                             |
| 46  | ユナイテッド・シネマ アクアシティお台場      | 東京都港区             | 2017年6月24日  | 「熱風」エフェクトあり                                                      |
| 8   | ユナイテッド・シネマ豊洲                     | 東京都江東区           | 2014年12月19日 | [ 10 ]                                                                      |
| 22  | ユナイテッド・シネマとしまえん               | 東京都練馬区           | 2015年12月2日  | 「熱風」エフェクトあり                                                      |
| 5   | 小田原コロナシネマワールド                   | 神奈川県小田原市       | 2014年8月2日   |                                                                             |
| 20  | イオンシネマみなとみらい                     | 神奈川県横浜市中区     | 2015年11月27日 |                                                                             |
| 23  | ユナイテッド・シネマ新潟                     | 新潟県新潟市中央区     | 2015年12月3日  |                                                                             |
| 29  | 金沢コロナシネマワールド                     | 石川県金沢市           | 2015年12月18日 |                                                                             |
| 9   | 大垣コロナシネマワールド                     | 岐阜県大垣市           | 2015年4月17日  |                                                                             |
| 10  | シネマサンシャイン沼津                       | 静岡県沼津市           | 2015年4月17日  |                                                                             |
| 2   | 中川コロナシネマワールド                     | 愛知県名古屋市中川区   | 2013年4月26日  | - 国内初導入 - 最初期のため「雨」エフェクト未搭載                           |
| 1   | 福山コロナシネマワールド                     | 広島県福山市           | 2014年4月25日  |                                                                             |
| 7   | 豊川コロナシネマワールド                     | 愛知県豊川市           | 2014年12月13日 |                                                                             |
| 3   | 小倉コロナシネマワールド                     | 福岡県北九州市小倉北区 | 2013年11月30日 |                                                                             |
| 49  | 小牧コロナシネマワールド                     | 愛知県小牧市           | 2017年11月9日  | 「熱風」エフェクトあり                                                      |
| 17  | 安城コロナシネマワールド                     | 愛知県安城市           | 2015年8月1日   |                                                                             |
| 54  | ユナイテッド・シネマ豊橋18                   | 愛知県豊橋市           | 2020年6月19日  | - 「熱風」エフェクトあり - 「スライド&ツイスト」を搭載した「MAXシート」あり |
| 33  | 109シネマズ四日市                            | 三重県四日市市         | 2016年4月23日  | [ 14 ]                                                                      |
| 50  | ユナイテッド・シネマ大津                     | 滋賀県大津市           | 2017年12月15日 | 「熱風」エフェクトあり                                                      |
| 41  | イオンシネマ京都桂川                         | 京都府京都市南区       | 2016年7月23日  |                                                                             |
| 19  | 109シネマズ大阪エキスポシティ                | 大阪府吹田市           | 2015年11月19日 |                                                                             |
| 18  | イオンシネマ四條畷                           | 大阪府四條畷市         | 2015年10月23日 |                                                                             |
| 34  | 109シネマズHAT神戸                           | 兵庫県神戸市中央区     | 2016年4月23日  |                                                                             |
| 45  | シネマサンシャイン大和郡山                   | 奈良県大和郡山市       | 2016年12月16日 | 「熱風」エフェクトあり                                                      |
| 30  | ユナイテッド・シネマ橿原                     | 奈良県橿原市           | 2015年12月18日 |                                                                             |
| 40  | 109シネマズ広島                              | 広島県広島市西区       | 2016年7月23日  | [ 16 ]                                                                      |
| 47  | シネマサンシャイン北島                       | 徳島県板野郡北島町     | 2017年7月28日  | 「熱風」エフェクトあり                                                      |
| 12  | シネマサンシャイン エミフルMASAKI            | 愛媛県伊予郡松前町     | 2015年7月4日   |                                                                             |
| 31  | ユナイテッド・シネマ キャナルシティ13        | 福岡県福岡市博多区     | 2015年12月18日 | 「熱風」エフェクトあり                                                      |
| 51  | ユナイテッド・シネマ福岡ももち               | 福岡県福岡市中央区     | 2018年11月21日 | 「熱風」エフェクトあり                                                      |
| 42  | イオンシネマ筑紫野                           | 福岡県筑紫野市         | 2016年7月23日  |                                                                             |
| 56  | ユナイテッド・シネマなかま16                 | 福岡県中間市           | 2022年4月13日  | 「熱風」エフェクトあり                                                      |
| 35  | 109シネマズ佐賀                              | 佐賀県佐賀市           | 2016年4月23日  |                                                                             |
| 43  | ローソン・ユナイテッドシネマ長崎             | 長崎県長崎市           | 2016年7月27日  | [ 4 ]                                                                       |
| 44  | シネマサンシャイン姶良                       | 鹿児島県姶良市         | 2017年4月22日  | 「熱風」エフェクトあり                                                      |
| 52  | ローソン・ユナイテッドシネマ PARCO CITY 浦添 | 沖縄県浦添市           | 2019年6月27日  | 「熱風」エフェクトあり                                                      |

### ULTRA 4DX
| No. | 映画館名                          | 所在地       | 導入日         | 備考                   |
| --- | --------------------------------- | ------------ | -------------- | ---------------------- |
| 1   | グランドシネマサンシャイン池袋    | 東京都豊島区 | 2019年7月19日  | 「熱風」エフェクトあり |
| 2   | 109シネマズ グランベリーパーク    | 東京都町田市 | 2019年11月13日 | 「熱風」エフェクトあり |
| 3   | シネマサンシャイン ららぽーと沼津 | 静岡県沼津市 | 2019年10月4日  |                        |
| 4   | アースシネマズ姫路                | 兵庫県姫路市 | 2020年3月20日  |                        |

過去に日本で営業していた4DXシアター
| No. | 映画館名                 | 所在地             | 導入日         | 閉館日        | 備考                                          |
| --- | ------------------------ | ------------------ | -------------- | ------------- | --------------------------------------------- |
| 1   | ユナイテッド・シネマ枚方 | 大阪府枚方市       | 2015年12月16日 | 2025年2月2日  | 日本国内で4DXを有したシネコンとしては初の閉館 |
| 57  | ユナイテッド・シネマ熊本 | 熊本県熊本市中央区 | 2016年12月16日 | 2025年3月30日 | グランパレッタ熊本閉館に伴い                  |